# Marlene Mevong Mba
Marlene Mevong Mba (sinh ngày 29 tháng 4 năm 1990) là một vận động viên chạy nước rút người Guinea Xích Đạo. Cô thi đấu ở nội dung 100 mét tại Giải vô địch thế giới 2015 ở Bắc Kinh mà không vượt qua được vòng đầu tiên.

## Giải đấu quốc tế
| Năm                          | Giải đấu                     | Địa điểm                     | Thứ hạng                     | Nội dung                     | Chú thích                    |
| Representing Guinea Xích Đạo | Representing Guinea Xích Đạo | Representing Guinea Xích Đạo | Representing Guinea Xích Đạo | Representing Guinea Xích Đạo | Representing Guinea Xích Đạo |
| ---------------------------- | ---------------------------- | ---------------------------- | ---------------------------- | ---------------------------- | ---------------------------- |
| 2013                         | Jeux de la Francophonie      | Nice, France                 | 10th (h)                     | 200 m                        | 26.00                        |
| 2014                         | World Indoor Championships   | Sopot, Poland                | 42nd (h)                     | 60 m                         | 8.05                         |
| 2015                         | World Championships          | Beijing, China               | 50th (h)                     | 100 m                        | 12.56                        |

## Thành tích cá nhân tốt nhất
Ngoài trời
- 100 mét - 12,35 (+1,8   m / s, Barcelona 2015)
- 200 mét - 25,26 (+0,2   m / s, Zaragoza 2013)

Trong nhà
- 60 mét - 7,99 (Zaragoza 2008)
- 200 mét - 25,85 (San Sebastián 2008)